# Ло-Барнечеа
Ло-Барнечеа (исп. Lo Barnechea) — коммуна в Чили. Одна из городских коммун города Сантьяго. Коммуна входит в состав провинции Сантьяго и Столичной области.

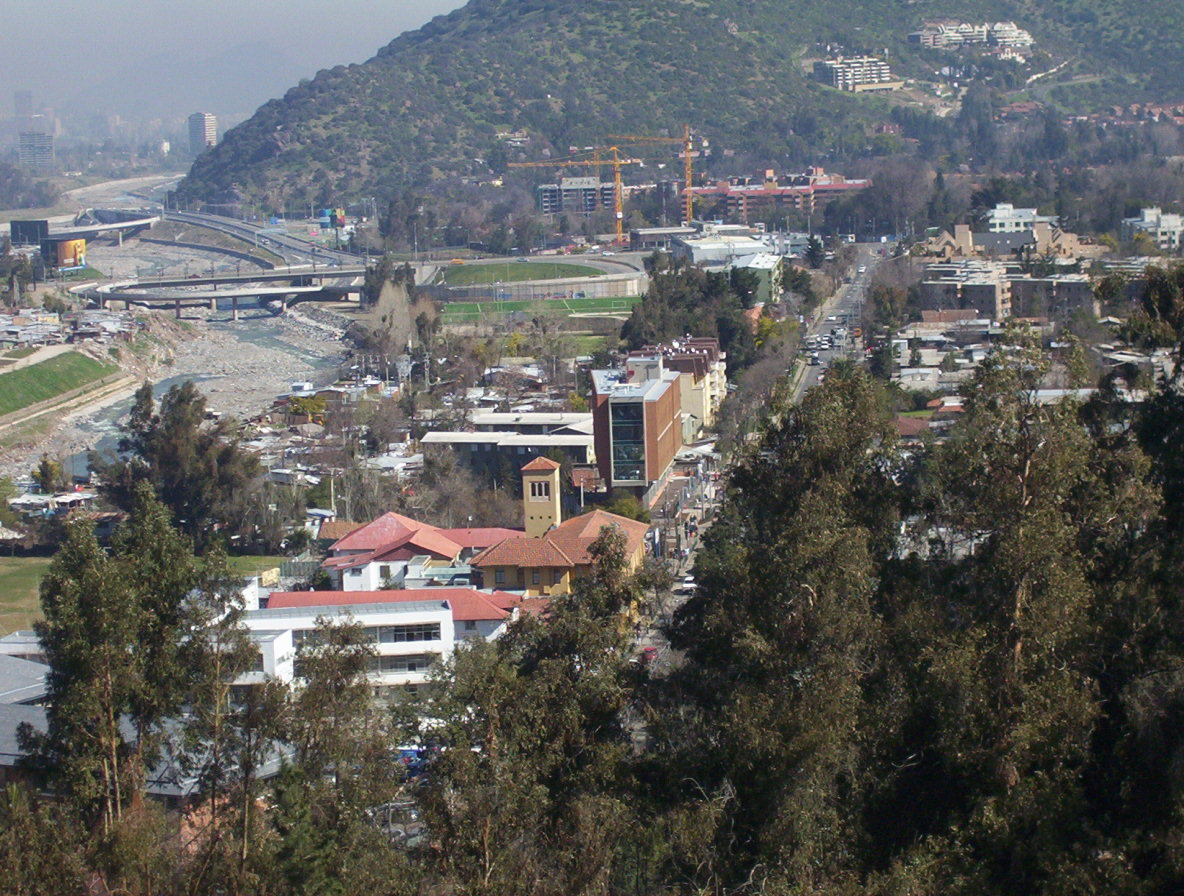
Коммуна Ло-Барнечеа

Территория — 1024 км². Численность населения — 105 833 жителя (2017). Плотность населения — 103,4 чел./км².

## Расположение
Коммуна расположена на северо-востоке города Сантьяго.
Коммуна граничит:
- на севере — c коммуной Лос-Андес
- на востоке — с коммуной Сан-Хосе-де-Майпо
- на юге — c коммуной Сан-Хосе-де-Майпо
- на юго-западе — c коммунами Витакура, Лас-Кондес, Уэчураба

## Демография
Согласно сведениям, собранным в ходе переписи 2017 г. Национальным институтом статистики (INE),  население коммуны составляет:
| Полное население                          | Полное население                          | Полное население                          | Полное население                          | Полное население                          | 105 833 |
| ----------------------------------------- | ----------------------------------------- | ----------------------------------------- | ----------------------------------------- | ----------------------------------------- | ------- |
| в том числе:                              | Городское население                       | 103 134                                   | Процент городского населения, %           | 97,45                                     |         |
|                                           | Сельское население                        | 2 699                                     | Процент сельского населения, %            | 2,55                                      |         |
|                                           | Мужское население                         | 50 500                                    | Процент мужского населения, %             | 47,72                                     |         |
|                                           | Женское население                         | 55 333                                    | Процент женского населения, %             | 52,28                                     |         |
| Плотность населения, чел./км²             | Плотность населения, чел./км²             | Плотность населения, чел./км²             | Плотность населения, чел./км²             | Плотность населения, чел./км²             | 103,4   |
| Население коммуны в % к населению области | Население коммуны в % к населению области | Население коммуны в % к населению области | Население коммуны в % к населению области | Население коммуны в % к населению области | 1,49    |

| Динамика изменения населения коммуны | Динамика изменения населения коммуны | Динамика изменения населения коммуны | Динамика изменения населения коммуны |
| ------------------------------------ | ------------------------------------ | ------------------------------------ | ------------------------------------ |
| 1992                                 | 2002                                 | 2012                                 | 2017                                 |
| 50 062                               | 74 749▲                              | 97 230▲                              | 105 833▲                             |

## Важнейшие населенные пункты[4]
| № | Населённый пункт | Населённый пункт (исп.) | Категория | Население чел. (2002) | На карте                        |
| - | ---------------- | ----------------------- | --------- | --------------------- | ------------------------------- |
| 1 | Ло-Барначеа      | Lo Barnechea            | город     | 72 278                | 33°21′42″ ю. ш. 70°30′19″ з. д. |
| 2 | Перес-Кальдера   | Pérez Caldera           | поселок   | 600                   | 33°11′23″ ю. ш. 70°20′24″ з. д. |
| 3 | Пасо-Марчант     | Paso Marchant           | поселок   | 496                   | 33°15′39″ ю. ш. 70°20′53″ з. д. |
| 4 | Фарельонес       | Farellones              | поселок   | 187                   | 33°21′03″ ю. ш. 70°18′47″ з. д. |
| 5 | Ла-Эрмита        | La Ermita               | поселок   | 156                   | 33°22′20″ ю. ш. 70°24′00″ з. д. |
| 6 | Ла-Парва         | La Parva                | поселок   | 143                   | 33°20′08″ ю. ш. 70°17′23″ з. д. |
| 7 | Валье-Невадо     | Valle Nevado            | поселок   | 124                   | 33°21′25″ ю. ш. 70°14′53″ з. д. |
| 8 | Корраль-Кемадо   | Corral Quemado          | поселок   | 105                   | 33°20′54″ ю. ш. 70°21′53″ з. д. |
| 9 | Эль-Колорадо     | El Colorado             | поселок   | 75                    | 33°20′58″ ю. ш. 70°17′35″ з. д. |